# PAPERS BED
『PAPERS BED』（ペーパーズ・ベッド）は、1988年6月21日にリリースされた、ロックバンドARBの11枚目のスタジオ・アルバム。

## 解説
浅田孟（Bass）加入後最初のアルバム。
前2作では打ち込みなども多様したが、本作では再びバンドサウンドに回帰している。
「そして明日から」はアナログ盤には未収録。

## 収録曲
1. System in System
2. NEWS PAPERS BED
3. ミステリアス・ダンス
4. Many Images〜A MAN IN THE WIND
5. FIFTY-FIFTY
6. HIDE AND SEEK
7. BLACK EYES
8. そして明日から（CDのみ収録）
9. HEROES〜英雄たち
10. SWEAT, HEART&BRAIN
11. ラスト・コール